# Onychodactylus fuscus
Espèce
Onychodactylus fuscus est une espèce d'urodèles de la famille des Hynobiidae.

## Répartition
Cette espèce est endémique de Honshū au Japon. Elle se rencontre dans les préfectures de Fukushima et de Niigata.

## Publication originale
- Yoshikawa & Matsui, 2014 : Two new Salamanders of the genus Onychodactylus from Eastern Honshu, Japan (Amphibia, Caudata, Hynobiidae). Zootaxa, no 3866, p. 53–78.